# Rouwkaart

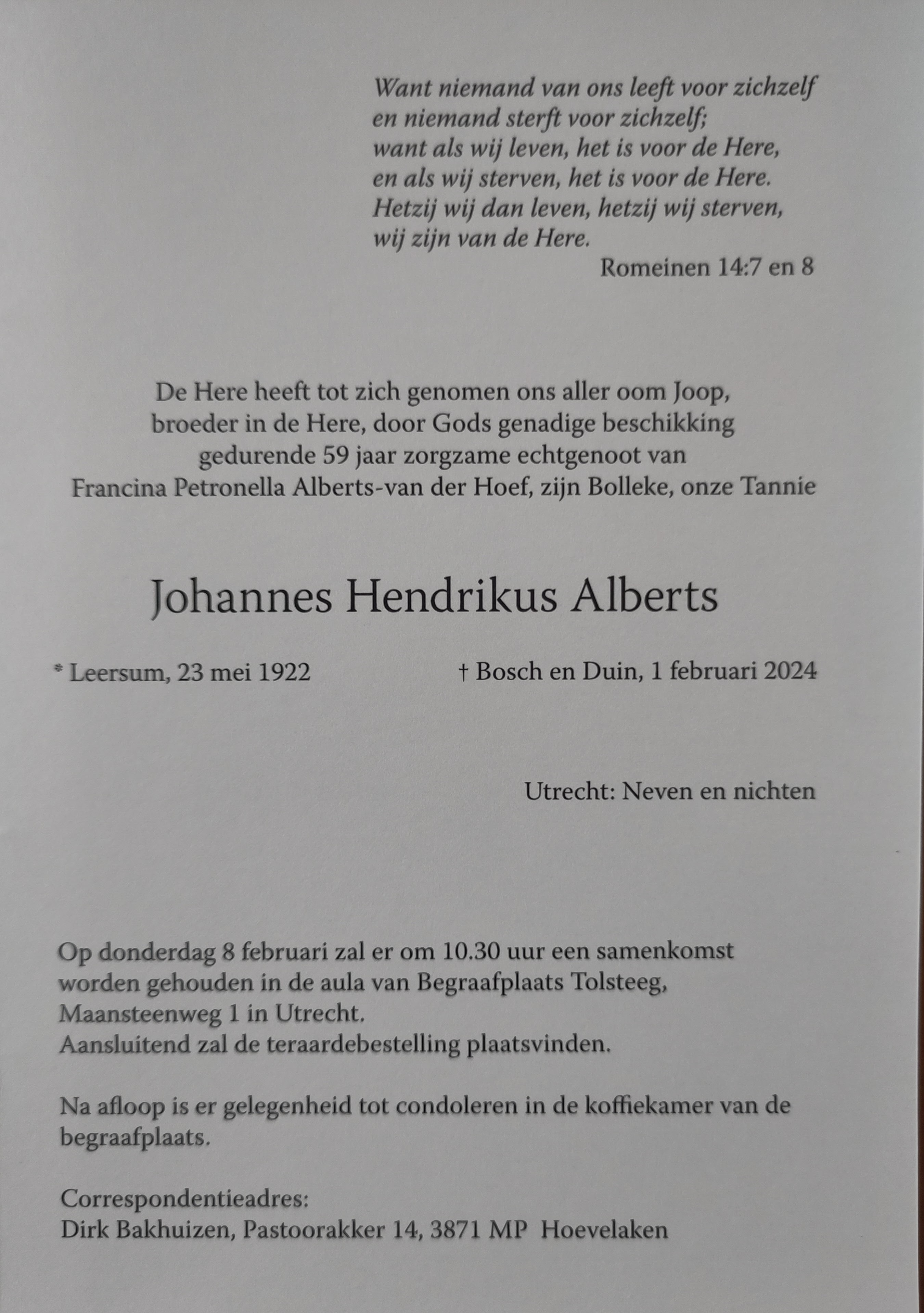
Voorbeeld van een rouwkaart
(Joop Alberts, 2024)

Een rouwkaart of doodsbrief (België) is een schriftelijk bericht aan familie en bekenden waarin staat dat iemand is overleden.
Hierin wordt vermeld waar afscheid genomen kan worden via een condoleance voorafgaand aan een begrafenis of crematie. Vaak gehouden in een rouwcentrum waar de overledene ligt opgebaard.
Ook worden de datum, tijd en plaats van de begrafenis of crematie vermeld.
Het is vaak een dubbelgevouwen kaart met bijpassende enveloppe met een rouwrand. Voorheen was een dikke zwarte rouwrand gebruikelijk, thans is de rand meestal grijs en minder dik. Deze wordt zo spoedig mogelijk na het overlijden verzonden.
Een en ander wordt vaak geregeld door een uitvaartondernemer.

## Rouwpost
De posterijen behandelen rouwkaarten met extra zorgvuldigheid. Het is daarbij soms een probleem dat de kaarten door de minder opvallende rouwrand niet goed meer herkenbaar zijn als rouwkaart. In Nederland is de rouwpostzegel ingevoerd om rouwkaarten beter herkenbaar te maken zodat deze zo spoedig mogelijk worden bezorgd. Rouwkaarten dienen aan het loket of tegenwoordig bij een afgiftepunt van PostNL te worden afgegeven in plaats van in de postbus te worden geworpen om onnodige vertraging te voorkomen. Dit wordt nadrukkelijk vermeld op brievenbussen en op de site van PostNL, zodat mensen die een rouwkaart willen versturen weten dat ze deze niet in de brievenbus moeten doen, maar naar een afgiftepunt van PostNL moeten gaan om deze te verzenden. 
ansichtkaart · brief · briefkaart · briefkaart met betaald antwoord · luchtpostblad · postblad · postwaardestuk · rouwkaart · tijdschrift · treinbrief · verhuiskaart · wenskaart